# Kelpen-Oler

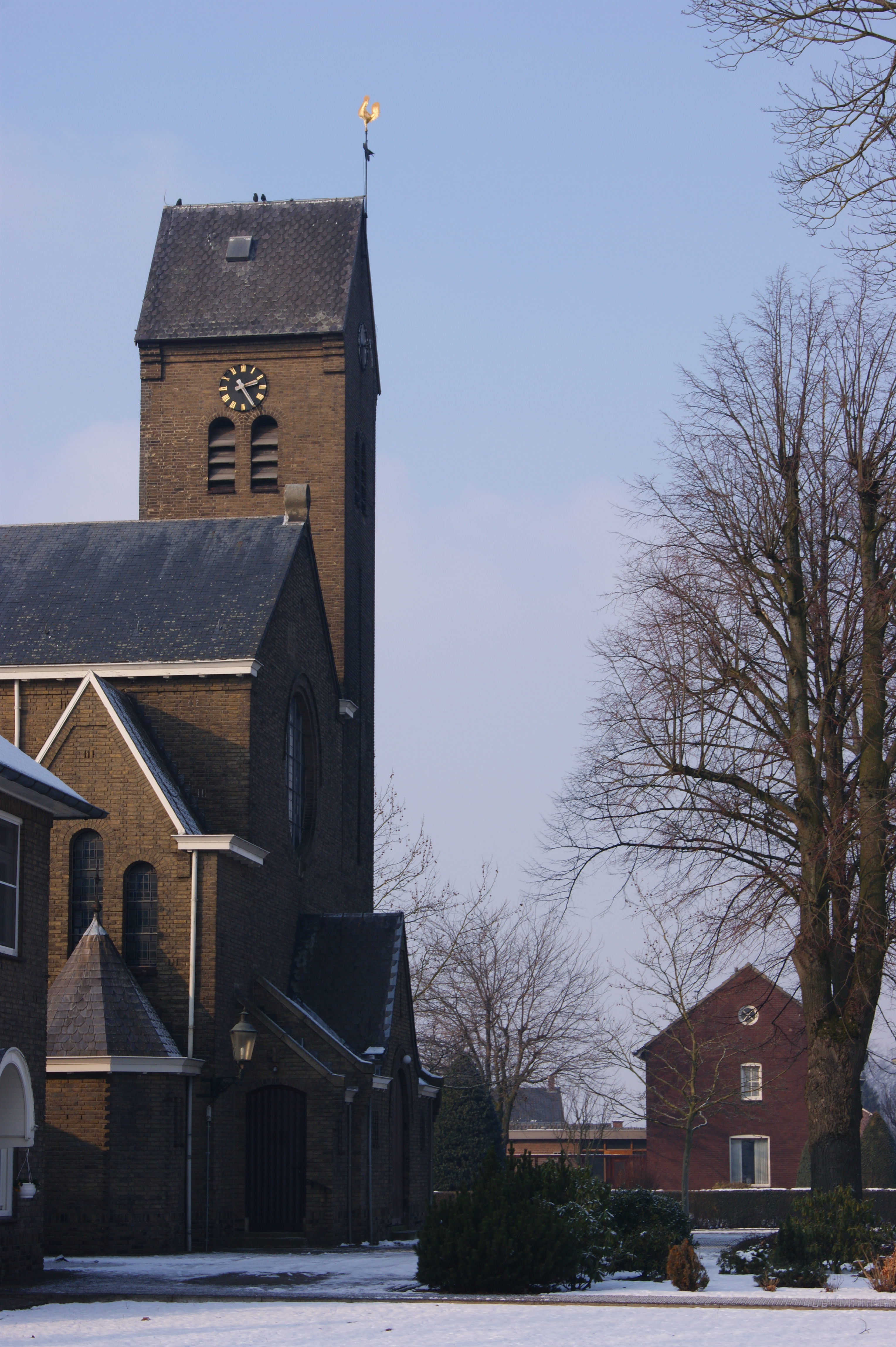
St. Liduinakerk

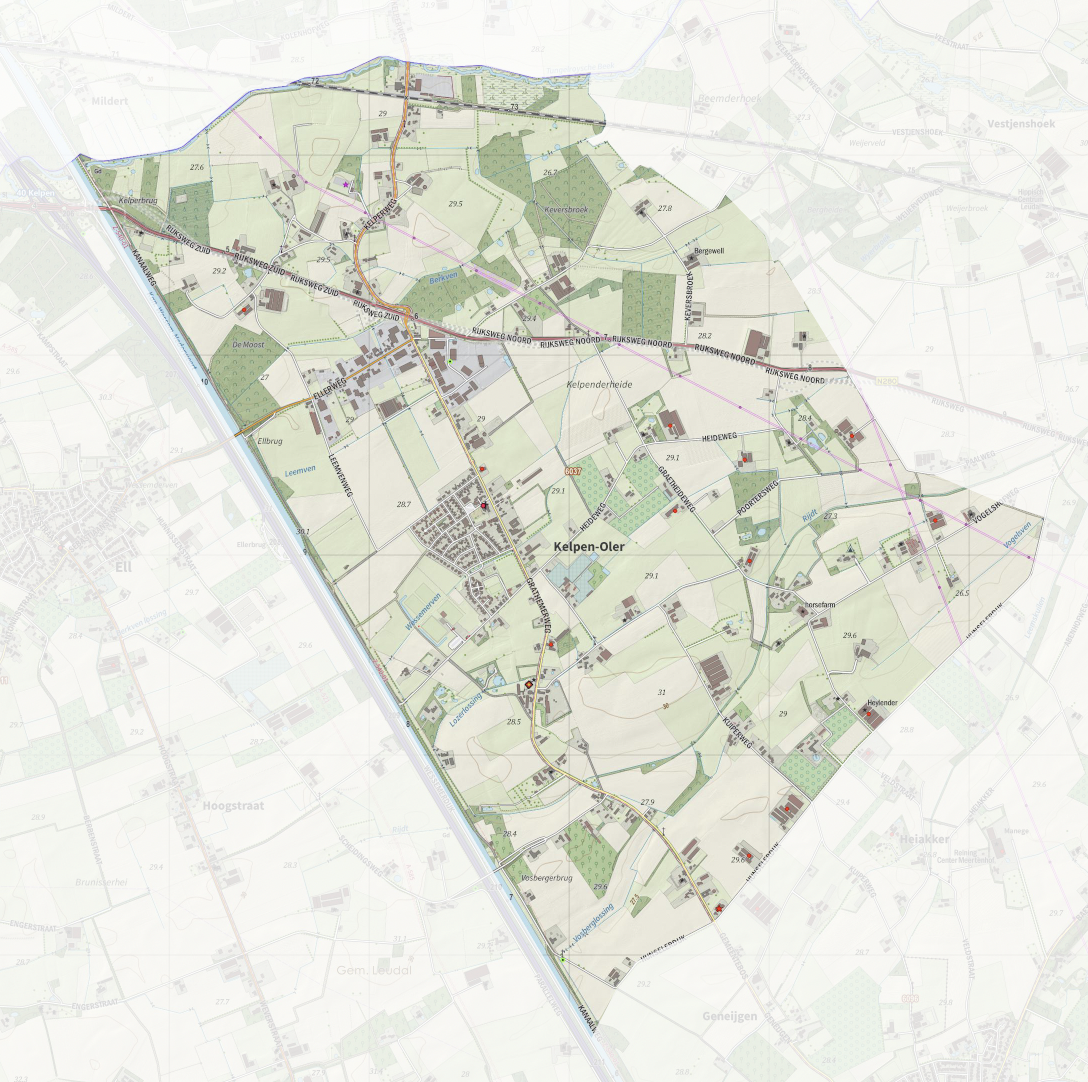
Kaart van Kelpen-Oler (2022)

Kelpen-Oler (Limburgs: Kelpe-Oler) is een kerkdorp in Limburg (Nederland) en valt onder de gemeente Leudal. Het dorp heeft (in 2023) 1.185 inwoners.

## Geschiedenis

### Eerste vermelding
De eerste vermelding van Kelpen en Oler komt voor in een oorkonde uit het jaar 1329, waarbij Gerard, heer van Horn, zijn vrijerfgoed Wessem met al zijn onderhorigheden in leen opdraagt aan Willem VI van Gulik. Als behorende onder Wessem worden daarbij onder meer vermeld "villarum de Kelpen et de Oirle", oftewel de gehuchten Kelpen en Oler. Enkele bodemvondsten, zoals urnen en stenen gebruiksvoorwerpen, in zowel Kelpen als Oler, wijzen er echter op dat dit gebied ook in de prehistorie reeds bewoond werd.

### De gehuchten Kelpen en Oler
Kelpen en Oler, zijn twee gehuchten die tot de twintigste eeuw van elkaar werden gescheiden. Het waren heideontginningsdorpen. Zij behoorden aanvankelijk tot de heerlijkheid Wessem, na 1795 bij Grathem, dat in 1991 met een aantal andere kernen bij de gemeente Heythuysen werd gevoegd. In 2007 fuseerde deze gemeente met een aantal andere gemeenten tot Leudal. 
Nabij Oler lag van de 16e eeuw tot 1779 het kasteel Ensenbroek, dat werd bewoond door de familie Van Roost. De laatste bewoners gedroegen zich als roofridders, waarna het kasteel is afgebroken.
Begin 20e eeuw begonnen Kelpen en Oler geleidelijk in omvang toe te nemen. Kelpen werd gevormd door de lintbebouwing die vanaf Station Kelpen (1903-1965) zich naar het zuiden uitstrekte. In 1905 kwam er een openbare lagere school, in 1929 een katholieke lagere school en in 1935 een eigen kerk, waaromheen zich enige dorpsbebouwing ontwikkelde. Het dorp waarin de kerk zich bevond, werd tot 1 januari 1999 aangeduid als Kelpen, hetgeen feitelijk onjuist was. Sinds die datum is de officiële naam: Kelpen-Oler.

## Beschrijving
Kelpen-Oler is een landelijk gelegen kerkdorp dat valt onder de gemeente Leudal, dat bekend staat om een groot en divers natuurgebied. Door de gunstige ligging van Kelpen-Oler aan de A2 is de bereikbaarheid uitstekend. Het centrum van de levendige stad Roermond is in slechts 15 minuten te bereiken. 
Kelpen-Oler is gesitueerd tien kilometer ten oosten van Weert en ongeveer twaalf kilometer ten westen van Roermond, vlak ten zuiden van de spoorlijn Budel - Vlodrop.

## Bezienswaardigheden
- De Sint-Liduinakerk uit 1936
- Kleverskapelletje
- Mariakapel, hoek Ensebroekerweg-Processieweg
- Sint-Servaaskapel, Hunselerdijk
- Kleverskapelletje, Grathemerweg
- De Kujeldreier, symbool van de carnavalvereniging
- Monument Kasteel Ensenbroeck
- Sportcomplex DFO'20

## Natuur en landschap
Kelpen-Oler ligt op een hoogte van ongeveer 29 meter. Een belangrijk water is Kanaal Wessem-Nederweert. Ook de Tungelroyse Beek, die in het noorden de grens vormt, is een belangrijke waterloop. De omgeving van Kelpen-Oler bestaat grotendeels uit landbouwontginning, en er zijn ook enkele natte natuurgebieden, namelijk Keversbroek en De Moost.

## Verenigingen en folklore
In Kelpen-Oler zijn diverse verenigingen actief. Tot het seizoen 2012-2013 had het dorp een eigen amateurvoetbalvereniging, de VV KOC, die in dat jaar met de club uit Grathem opging in VV GKC. In 2016 klopte de voorzitters van de voetbalclubs VV GKC, RKESV (Ell) en RKHVC (Hunsel) aan bij de gemeente met het voornemen om te gaan fuseren. Uit een locatiestudie kwam naar voren dat de Oranjestraat in Kelpen-Oler de voorkeur had. Op 19 november 2019 stelde het college in een raadsvoorstel het investeringskrediet van €5,4 miljoen vast waarmee de plannen definitief doorgang konden vinden. Het is uniek dat verenigingen vrijwillig fuseren en dat is ook te merken aan de keuze van de nieuwe naam: DFO '20 (Door Fusie Ontstaan). Het nieuwe sportpark met bijbehorende gebouwen en infrastructuur zal in 2021 volledig worden opgeleverd en de vereniging zal zo'n 430 spelende leden tellen. 

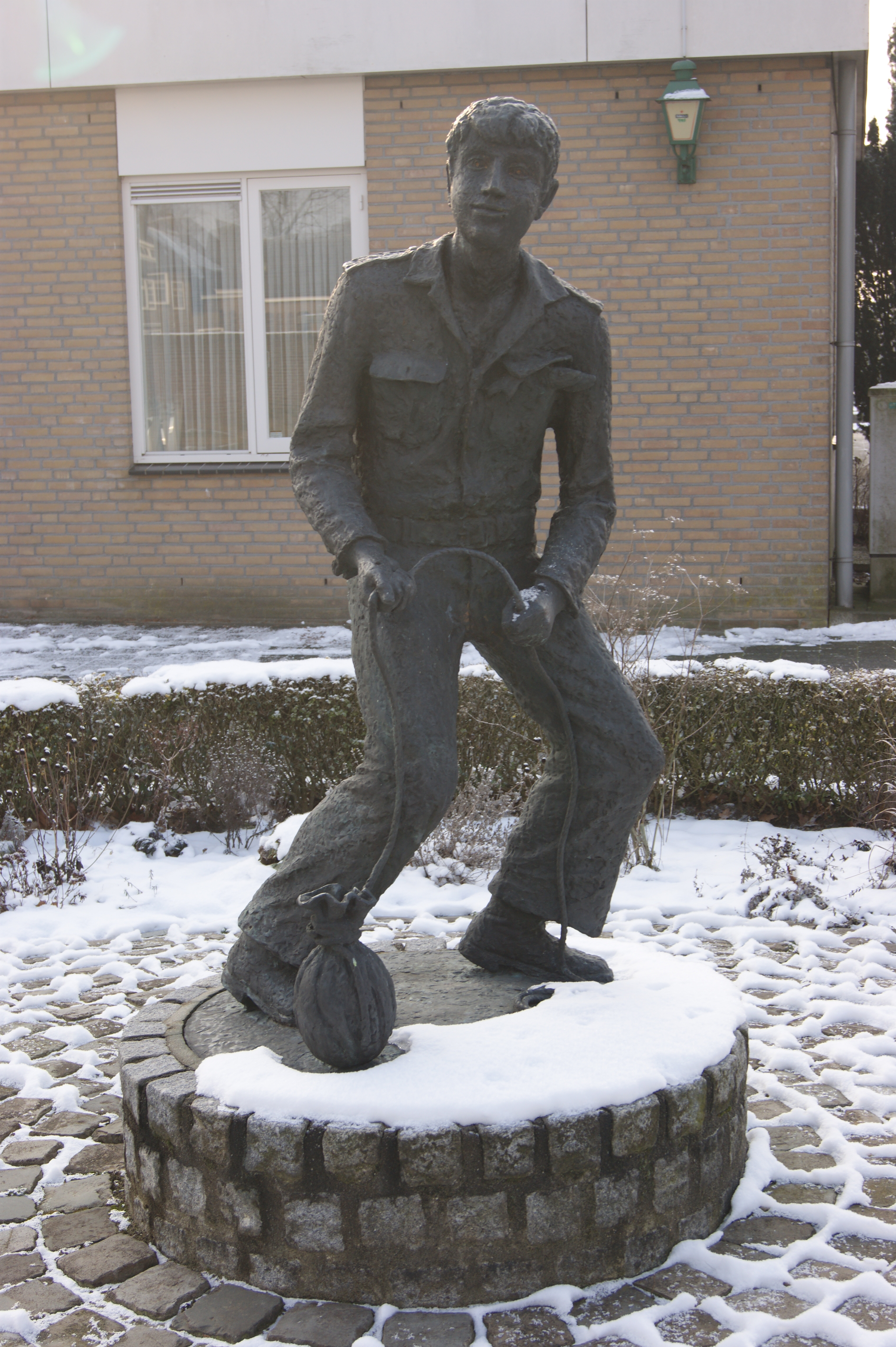
Kujeldreiersbeeld Kelpen-Oler

De inwoners van Kelpen-Oler worden tijdens de carnaval "Kujeldreiers" genoemd. In 1970 werd ook een carnavalsvereniging met die naam opgericht.
Er zijn meerdere verklaringen over de betekenis en herkomst van de woorden 'kujel' en 'Kujeldreier'. De meest logische verklaring wordt uitgebeeld door het Kujeldreiersbeeld. De kujel is een dichtgebonden boerenzakdoek gevuld met stenen of aardappels. Wanneer er, in vroegere tijden, een conflict was tussen de inwoners van Oler en Grathem, nam de bevolking van Oler de kujel bij de hand en verkocht, als nodig, de tegenstander een draai om de oren.

## Verkeer

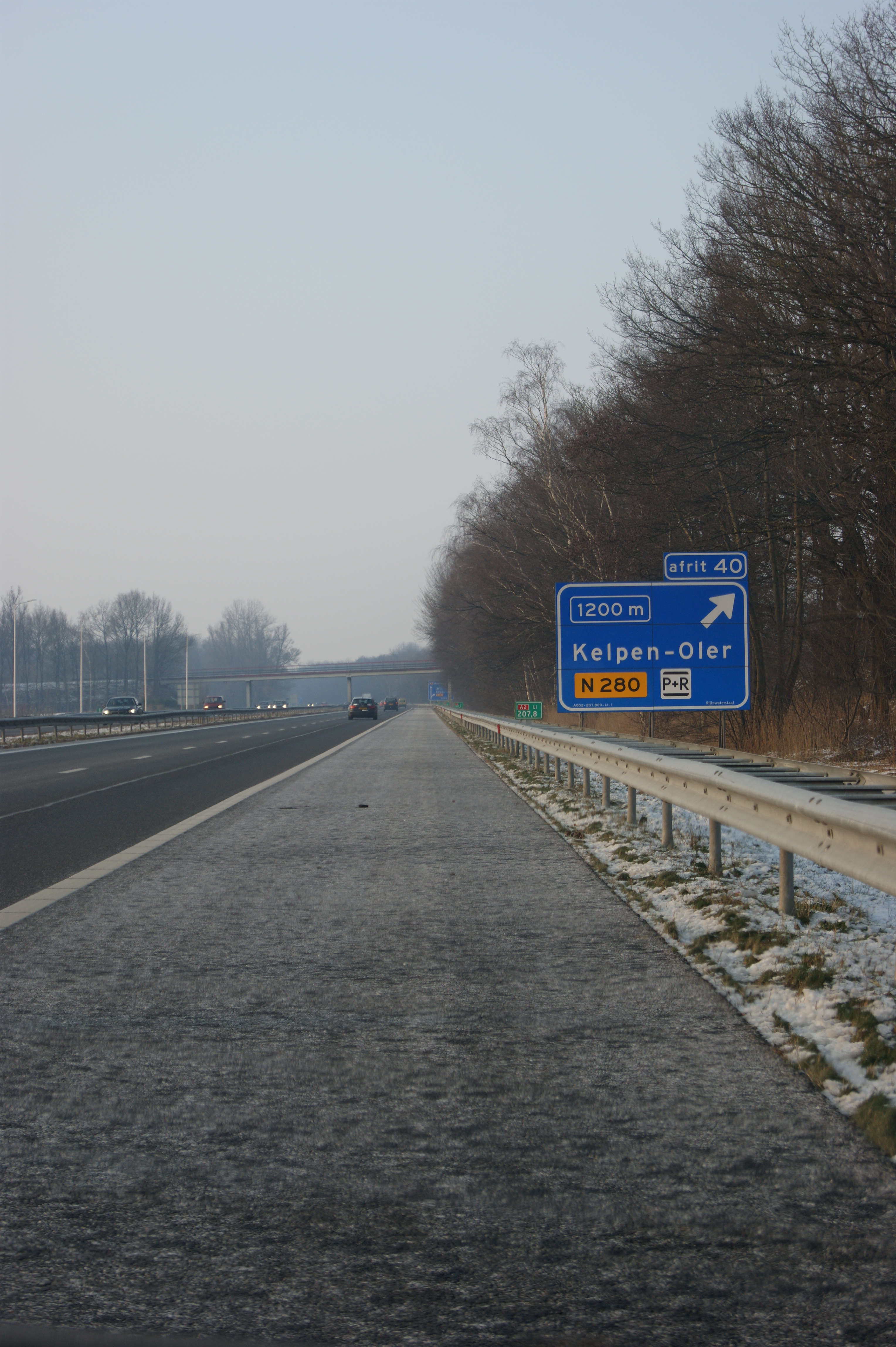
Afrit Kelpen-Oler

### Weg
Kelpen-Oler is vooral bekend van zijn eigen aansluiting op de autosnelweg A2. Deze aansluiting is open vanaf de openstelling van het traject Kelpen - Grathem op 7 mei 1966. De afslag verbindt de autosnelweg A2 met de provinciale weg N280 (Weert - Roermond).

### Spoor
Kelpen beschikte over een treinstation gelegen aan de IJzeren Rijn tussen Weert en Roermond. Station Kelpen werd geopend op 20 juli 1879 en heeft gediend als station voor goederen- en personenvervoer. Het station kreeg hooggeëerde gasten. Zo stopte er eens de Russische Tsaar Nicolaas II met zijn familie die op doortocht was naar Brussel.
Het ging bergafwaarts met station Kelpen, zoals blijkt uit een telling van in- en uitstappende personen per 9 treinen.
- Juni 1933: 7 in, 5 uit.
- December 1933: 11 in, 8 uit.

Zodoende stopten er vanaf 15 mei 1934 geen reizigerstreinen meer in Kelpen, enkel nog goederentreinen. Het station is in 1964 volledig uit dienst genomen.

### Bus
Kelpen-Oler is bereikbaar met buslijn 76 die Ell met Maasbracht verbindt en omgekeerd. Sinds 10 december 2023 stopt er aan de N280 (met als haltenaam Provinciale Weg) bij restaurant de Molshoof lijn 71.

### Water
Kanaal Wessem-Nederweert is naast de autosnelweg A2 gelegen. Er is een aanlegplaats voor schepen in Kelpen-Oler.

## Nabijgelegen kernen
Ell, Grathem, Baexem, Leveroy, Haler

## Bekende personen

### Geboren
- Bianca Caris (1969-2017), Nederlandse zangeres